# Солодовникова Віра Сергіївна
Ві́ра Сергі́ївна Солодо́вникова (* 22 квітня 1930 — † 3 листопада 2004 — українська ентомологиня, природоохоронниця, спеціалістка з твердокрилих жуків родини Apionidae. Кандидатка біологічних наук.

## Біографія[2]
Народилася 22 квітня 1930 року в Харкові. Її батько — Сергій Володимирович Солодовников був гідробіологом, іхтіологом, ентомологом і працював заступником директора з наукової роботи Сіверсько-Донецької біологічної станції. Мати Ніна Миколаївна, до шлюбу Хохолкіна, народилась у сім'ї службовця-залізничника, викладала у Харківському інституті удосконалення лікарів.
У дитинстві Віру влітку під час шкільних канікул привозили на Донецьку біостанцію (околиці с. Гайдари Зміївського району). Тут в оточенні вчених, серед мальовничої природи, виник, ймовірно, її інтерес до природничих наук, звичка до польового життя.
Вчилася до війни в харківській СШ № 132, а після війни, в 1949 році закінчила СШ № 49 і вступила на біологічний факультет Харківського університету. Спеціалізувалася на кафедрах ентомології та експериментальної екології. Вже з 1950 року під керівництвом професора М. І. Калабухова і доцента В. Г. Шахбазова досліджувала життєві цикли гібридів двох видів шовкопрядів. Результати стали основою для дипломної роботи і наукової статті випускниці.
Після закінчення університету В. Солодовникова працювала екскурсоводкою в зоопарку, потім лаборанткою Харківського медичного інституту (1955—1956), старшою лаборанткою кафедри ентомології університету (з 1957). В університеті вона активно систематизувала польові колекції, брала участь у наукових експедиціях у різні природні зони України.
1 листопада 1959 року Віра Солодовник зарахована до аспірантури університету за фахом «Ентомологія». Науковим керівником її став знаний ентомолог, зав. кафедри ентомології С. І. Медведєв. Об'єктом досліджень обрали жуків-довгоносиків сім'яїдів роду Apion.
Після закінчення аспірантури Солодовникова стає старшою науковою співробітницею відділу ентомології та фітогельмінтології Біологічного інституту (БІНу) у складі університету. Вона захистила дисертацію і стала кандидаткою біологічних наук (1965).
Після цього, працюючи в БІНі багато років на кафедрі ентомології, а після її ліквідації — на кафедрі зоології та екології, В. С. Солодовникова керувала виконанням курсових та дипломних робіт ентомологічної тематики, навчально-польовими практиками. Вона продовжувала власну наукову роботу, брала участь в організації та проведенні експедицій. В одній з них вона знайшла поблизу Куяльницього лиману на Одещині новий для фауни України вид — кавказького скорпіона. Солодовникова проводила дослідження і на науковому стаціонарі «Самарський ліс» комплексної експедиції Дніпропетровського університету.
Після виходу на пенсію (1987) працювала у науково-дослідній групі регіонального екологічного моніторингу довкілля Північного Сходу України на Донецькій біологічній станції (1987—1992), а в останні роки — в лабораторії екології і генетики, очолюваній В. Г. Шахбазовим.
3-го листопада 2004 року Віра Солодовникова пішла з життя.

## Наукова діяльність
Переважна більшість робіт Віри Солодовникової присвячена жукам-довгоносикам з родини сі'мяїдів (Apionidae). Фауністика, географічне поширення та екологія цих комах в межах України були практично не вивчені. Праці Солодовнікової заповнили цю прогалину. За матеріалами, зібраними під час численних експедицій, вона встановила видовий склад апіонід України, їх кормові зв'язки, розподіл по біотопах та ландшафтно-кліматичних зонах (Лісостеп, Степ, Гірський Крим), господарське значення.
Ставши визнаною знавчинею апіонід, вона обробляє матеріали, зібрані в Молдові, Дагестані. Її запрошують узагальнювати дані у всесоюзному довіднику.
У другій половині життя дедалі частіше досліджує вплив людини на ентомофауну України, комах — індикаторів цього впливу. Виходячи за межі суто наукової проблематики, вона разом з колегами переймається збереженням незайманих діянок природи на Харківщині. Частка її клопоту є у створенні національного парку «Гомільшанські ліси», Бурлуцького заказника загальнодержавного значення.
Як викладачка з неабияким досвідом вона чимало робила для природоохоронної освіти і виховання, для підготовки фахових природничників. Для студентів біофаку було створено (у співавторстві з О. Ф. Бартєнєвим) ілюстрований навчальний посібник з промовистою назвою «Species insectum (minimum minimorum)» — список мінімуму видів комах, що підлягають обов'язковому вивченню студентами за період проходження навчально-польової практики в районі Сіверсько-Донецької біостанції ХДУ. Підготувала вона також кілька робіт з історії харківської ентомологічної школи, часткою якої була сама.
Віра Солодовникова брала активну участь у регулярних наукових зібраннях, зокрема у XIII Міжнародному ентомологічному конгресі (Москва, серпень, 1968 р.), п'яти з'їздах Всесоюзного ентомологічного товариства, чотирьох з'їздах Українського ентомологічного товариства (УЕО) трьох Всесоюзних нарадах з ґрунтової зоології, двох Міжнародних симпозіумах з ентомофауни Середньої Європи, у численних регіональних конференціях. До участі у цих форумах вона залучала студентство, що спеціалізувалося у галузі ентомології.

## Організаційна робота
Віра Солодовникова вела на громадських засадах велику редакційну роботу як відповідальна секретарка чи членкиня редколегії місцевих наукових видань: «Вестник Харьковского университета» (1970—1990), «Известия Харьковского энтомологического общества» (1993—1997), збірників та монографій.
Вона турботливо опікувалась долею ентомологів-початківців: допомагала готувати публікації, шукати місця роботи, розв'язувати суто життєві проблеми. Чимало зробила вона й для свого вчителя С. І. Медведєва, особливо коли для того в університеті у 1970-ї роки настали скрутні часи. Завдяки її настирливим клопотанням, після захисту дисертації  на кафедру повернувся працювати її вихованець ентомолог О. Ф. Бартєнєв.
З 1965 року В. С. Солодовнікова обрана секретаркою товариства, на цій посаді вона працювала до 1980 року. Довгі роки вона була заступницею голови Ради Харківського ентомологічного відділення УЕО.

## Основні праці
- О распределении долгоносиков рода Apion Hrbst. в степях Восточной Украины // Зоол. ж. 1963. Т. 42,вып. 2. С. 222—232.
- Эколого-фаунистическая характеристика долгоносиков-семяедов рода Apion (Coleoptera, Curculionidae) зоны степи Восточной Украины // Уч. зап. Харьков. ун-та. — 1963. — Т. 140: Тр. биол. фак. по генетике и зоологии. Т. 36. С. 144—153.
- Материалы к фауне долгоносиков рода Apion (Coleoptera, Curculionidae) горного Крыма // Уч. зап. Харьков.ун-та. — 1963. — Т. 140: Тр. биол. фак. по генетике и зоологии. Т. 36. — С. 154—156.
- Долгоносики рода Apion Hrbst. лесостепной зоны Восточной Украины // Энтомол. обозрение. — 1965. Т. XLIV, вып. 2. — С. 335—352.
- Долгоносики-семяеды и стеблееды рода Apion Hrbst. из Крыма // Вестн. зоологии. — 1968. — № 4. — С. 27.
- Материалы по изучению долгоносиков-семяедов и стеблеедов рода Apion Hrbst. (Coleoptera, Curculionidae) в степной зоне Правобережной Украины // Вестн. Харьк. ун-та. — 1970. — № 39: Серия биол., вып. 2. — С. 78–82.
- Зоогеографические особенности фауны долгоносиков-семяедов рода Apion Hrbst. Восточной Украины // Энтомол. обозрение. — 1970. — Т. XLIX, вып. 4. — С. 810—818.
- Семейство Curculionidae — Долгоносики // Насекомые и клещи — вредители сельскохозяйственных культур. — Л., 1974. — Т. 2: Жесткокрылые. — С. 218—293 [У співавторстві з М. Є. Тер-Минасян і Л. В. Арнольди ].
- Пищевые связи долгоносиков подсем. Apioninae (Coleoptera, Curculionidae) с деревьями и кустарниками // Энтомол. обозрение. — 1975. — Т. LIV, вып. 4. — С. 761—768.
- Некоторые особенности охраны насекомых // Вестн. зоологии. — 1977. № 1. — С. 3–6 [У співавторстві з С. І. Медведєвим і В. Н. Граммою].
- О некоторых причинах изменений в энтомофауне под влиянием антропогенного фактора на примере естественных ценозов Восточно-Украинского участка лесостепи // 7-й Междунар. симпозиум по энтомофауне Средней Европы, Ленинград, 19–24 сент. 1977 г.: Материалы / ЗИН АН СССР. — Л., 1979. — С. 99–100.[У співавторстві з С. І. Медведєвим].

Загалом В. С. Солодовнікова є авторкою 110 наукових та кількох інших публікацій. Їх повний перелік див. тут.